# Lago Presidente Ríos
Der Lago Presidente Ríos ist ein See im Süden von Chile, der sich auf der Taitao-Halbinsel in der Region XI befindet. Er liegt im Nationalpark Laguna San Rafael. Der See wurde nach Juan Antonio Ríos Morales benannt, der von 1942 bis 1946 Präsident Chiles war.
Der 60 m über dem Meeresspiegel gelegene See hat eine Oberfläche von 312 (bzw. 313) km², eine maximale Länge von 40 km und eine maximale Breite von ebenfalls 40 km.